# Sośnik (Karkonosze)
Sośnik (650 m n.p.m.) – szczyt w Karkonoszach, w obrębie Pogórza Karkonoskiego.
Znajduje się w północno-wschodniej części Pogórza Karkonoskiego, w masywie Grzybowca. Położony na południowy wschód od Grzybowca, nad Jagniątkowem.
Cały masyw zbudowany jest z granitu karkonoskiego.
Szczyt jest porośnięty dolnoreglowymi lasami.
W roku 1954 pod tym wzgórzem prowadzono prace badawcze nad wydobyciem rudy uranowej. Kopalnia otrzymała oznaczenie "OP-7 Jagniątków" i była eksploatowana przez kilka miesięcy. Eksploatację zarzucono z powodu małej ilości rudy uranowej. Sztolnie nie są dostępne dla zwiedzających, jednak co najmniej jedna grupa speleologów dotarła do ich wnętrza.